# Ultimatum russe à l'OTAN de décembre 2021
L'ultimatum russe à l'OTAN de décembre 2021 désigne les demandes de la Russie aux États-Unis et à l'OTAN pour obtenir des « garanties de sécurité », formulées en décembre 2021 dans le contexte du rassemblement des troupes russes à la frontière ukrainienne et des reportages dans les médias occidentaux sur la préparation d'une invasion russe en Ukraine,. Parmi d'autres choses, Moscou demande aux États-Unis, et à l'OTAN,  des garanties de non-adhésion de l'Ukraine et de la Géorgie à cette Alliance atlantique ; ainsi que le refus de toute activité militaire sur les territoires de l'Ukraine, de l'Europe de l'Est, Caucase et Asie Centrale.
Les principales demandes ont été rejetées par l'OTAN et les États-Unis le 26 janvier 2022. Un mois plus tard, le 24 février, la Russie déclenche l'invasion de l'Ukraine,.

## Histoire

### Contexte historique
Après la Seconde Guerre mondiale, l'Union soviétique établit le Pacte de Varsovie nominalement une alliance "défensive", cependant, la fonction principale du Pacte consiste à garantir l'hégémonie de l'Union soviétique sur ses satellites de l'Europe de l'Est. Effectivement, le Pacte reflète directement l'autoritarisme de l'Union Soviétique et sa domination incontestée sur le Bloc de l'Est, dans le contexte du soi-disant empire soviétique. Les seules actions militaires directes du Pacte ont été les invasions de ses propres États membres pour les empêcher de se détacher, conformément à la politique de la Doctrine Brejnev qui permet uniquement une indépendance limitée des partis communistes des États satellites et aucun ne doit compromettre la cohésion du Bloc de l'Est de quelque manière que ce soit. Les décisions dans le Pacte sont ultimement prises par l'Union soviétique seule ; les pays du Pacte de Varsovie ne sont pas équitablement capables de négocier leur entrée dans le Pacte ni les décisions prises. En contraste, dans l'Organisation du Traité de l'Atlantique Nord (OTAN), une alliance militaire incluant les États-Unis et leurs alliés en Europe), toutes les décisions nécessitent un consensus unanime dans le Conseil de l'Atlantique Nord, malgré l'influence des États-Unis (principalement militaire et économique) sur l'OTAN. L'entrée des pays dans l'alliance de l'OTAN n'est pas soumise à la domination mais plutôt à un processus démocratique naturel.
Après la fin de la guerre froide en 1991, incluant la dissolution du Pacte de Varsovie et la dislocation de l'URSS, l'OTAN a élargi son adhésion vers l'Est, incorporant finalement tous les anciens pays du Pacte ainsi que plusieurs anciennes républiques de l'Union soviétique. Les actions militaires russes, incluant la première guerre de Tchétchénie, ont été parmi les facteurs poussant les pays de l'Europe centrale et de l'Est, particulièrement ceux ayant des souvenirs de offensives soviétiques similaires, à postuler pour adhérer à l'OTAN et assurer leur sécurité à long terme,.
En 1994, la Russie rejoint le programme Partenariat pour la paix de l'OTAN pour faciliter la coopération et améliorer les relations avec l'OTAN, et signe le Memorandum de Budapest sur les Assurances de Sécurité s'engageant à protéger la souveraineté et l'intégrité territoriale de l'Ukraine en échange de la renonciation de cette dernière à ses armes nucléaires. En 1996, la Russie rejoint également le Conseil de l'Europe. L'année suivante, en 1997, l'OTAN et la Russie signent lActe fondateur sur les relations mutuelles, la coopération et la sécurité entre l'OTAN et la Fédération de Russie, qui déclare, entre autres, que la Russie et l'OTAN ne se "considèrent pas comme des adversaires",,.
Cependant, l'expansion de l'OTAN devient un point de discorde pour la Russie, particulièrement sous Vladimir Poutine, qui affirme que cela représente une violation des assurances données par les leaders occidentaux au début des années 1990 et comme un encerclement stratégique visant à compromettre sa sécurité. Bien que la Russie ait obstinément décrit l'expansion de l'OTAN comme une menace, Poutine était en réalité plus préoccupé par la perte de la sphère d'influence perçue de la Russie dans les anciennes républiques soviétiques qui s'alignaient avec l'Occident économiquement et politiquement. Poutine vise à reprendre le contrôle de ces républiques dans le cadre de la rétablissement de la Russie comme une grande puissance.
Poutine vise à créer une perturbation au sein de l'alliance de l'OTAN, en établissant des relations avec des membres de l'OTAN Hongrie et Turquie. Avec de nombreux pays de l'Europe occidentale dépendant de la Russie pour l'énergie, particulièrement l'Allemagne qui était un grand bénéficiaire du pipeline Nord Stream 2. Poutine croit que l'OTAN est trop divisée et ne se mettra pas en travers de son chemin.
Initialement, Poutine tente d'installer un gouvernement prorusse à Kiev, incluant l'empoisonnement du candidat présidentiel pro-occidental Viktor Yushchenko, mais cela se retourne contre lui en raison de la Révolution orange. Alors que l'effort de Poutine réussit en 2010, les protestations massives lors d'Euromaidan en 2013 forcent le président ukrainien prorusse Viktor Ianoukovytch à l'exil. L'annexion de la Crimée par la Russie en 2014 et la guerre subséquente dans le Donbass marquent le début de la guerre russo-ukrainienne, menant à des retombées diplomatiques et à l'imposition de sanctions économiques par les nations occidentales,.
Le 12 juillet 2021, le président russe Vladimir Poutine publie son essai "De l'unité historique des Russes et des Ukrainiens", qui remet ouvertement en question l'intégrité territoriale ukrainienne et affirme qu'elle est un "produit de l'ère soviétique" formé "sur les terres de la Russie historique". Un média affilié au Kremlin décrit l'essai comme son "ultimatum final à l'Ukraine".

### Escalade en 2021
En 2021, les relations entre la Russie et l'Occident se sont nettement détériorées en raison du conflit autour de l'Ukraine, lorsque Moscou commence à déployer massivement des troupes russes aux frontières de l'Ukraine, et que l'Occident exprime ses craintes que la Russie commence une invasion de l'Ukraine. Alors que Moscou demandait depuis longtemps à l'OTAN des garanties de non-adhésion de l'Ukraine et de la Géorgie à l'Alliance. Bien que la question de l'adhésion de l'Ukraine à l'OTAN ne se soit pas posée en 2021, l'Ukraine a élargi sa coopération militaire avec les pays occidentaux, principalement les États-Unis, et a inclus une disposition sur son cours stratégique vers l'OTAN dans sa Constitution.
En juin 2021, le président russe Vladimir Poutine a écrit un article «Sur l'unité historique des Russes et des Ukrainiens», dans lequel il nie l'existence du peuple ukrainien et affirme que l'indépendance de l'Ukraine est une anomalie historique accidentelle,.
En octobre 2021, The New York Times rapportait que le renseignement américain avait informé les alliés de l'OTAN qu'il restait « peu de temps » pour empêcher la Russie de commencer les hostilités en Ukraine. Le président russe Vladimir Poutine lui-même qualifiait d'« alarmistes » les informations sur la préparation d'une invasion russe en Ukraine.
Le 21 octobre 2021, Vladimir Poutine a pris la parole à Sotchi lors d'une réunion du club de discussion 'Valdai', où il a déclaré que « la présence militaire de fait de l'OTAN en Ukraine représente une réelle menace pour la Russie ». Selon lui, « L'adhésion formelle de l'Ukraine à l'OTAN peut ne pas se produire, mais l'exploitation militaire du territoire est déjà en cours ». Il y compare la situation actuelle à l'époque de la réunification de l'Allemagne : « Quand tout le monde de tous côtés disait qu'après la réunification de l'Allemagne même, il n'y aurait certainement aucun mouvement de l'infrastructure de l'OTAN vers l'ouest, la Russie devait en être assurée. C'est ce qu'ils disaient, il y avait des déclarations publiques. Et qu'en est-il en pratique ? Ils ont trahi. Maintenant, ils disent : où sont les papiers, montrez-les ». Poutine déclarait à propos de l'élargissement de l'OTAN : « et une fois élargie, et deux fois élargie, mais quelles sont les conséquences stratégiques ? Ils rapprochent l'infrastructure. Les voici en Roumanie, Pologne, ils ont installé des systèmes de défense antimissile, mais avec des lanceurs sur lesquels on peut placer des "Tomahawks" — des systèmes de frappe. Et c'est facile à faire, juste un changement de logiciel est nécessaire — et c'est tout ». Poutine affirmait également que les propos du Secrétaire à la Défense des États-Unis Lloyd Austin pourraient être interprétés comme « l'ouverture des portes de l'OTAN à l'Ukraine » : « Austin dit que oui, chaque pays a le droit de choisir [d'adhérer à l'OTAN]. Personne ne dit non. Personne. Ce ne sont donc pas des garanties de sécurité pour la Russie ». Concernant les Relations entre l'Ukraine et l'OTAN, Poutine affirmait que bien que la Constitution de l'Ukraine interdise le déploiement de bases militaires étrangères sur le territoire ukrainien, « personne n'interdit les centres de formation, et sous le label de centres de formation, on peut déployer n'importe quoi ».

## Chronologie des événements

### Actions de la Russie
À la fin de l'année 2021, la Russie demande de manière inattendue à l'Occident de lui fournir des « garanties juridiques de sécurité ».
Le 18 novembre 2021, le président russe Vladimir Poutine prend la parole lors d'une réunion élargie du collège du ministère des Affaires étrangères de la Fédération de Russie, consacrant une grande partie de son discours à la critique de l'Occident. Entre-autres, le président de la RF affirme : « Les partenaires occidentaux exacerbent la situation en fournissant à Kiev des armes létales modernes, en menant des manœuvres militaires provocatrices dans la mer Noire, et pas seulement dans la mer Noire, mais aussi dans d'autres régions proches de nos frontières ». Il accuse également l'Ukraine de « ne pas respecter ouvertement » les accords de Minsk et accuse la France et l'Allemagne de « complaisance » envers Kiev,. Le président russe accuse également l'Occident de crise migratoire à la frontière de la Biélorussie. Poutine affirme que la Russie n'a pas besoin de conflits à ses frontières occidentales, mais note en même temps que « une certaine tension y est néanmoins apparue », et ajoute que « il est nécessaire que cet état de fait persiste le plus longtemps possible, pour qu'ils ne viennent pas nous créer un conflit indésirable à nos frontières occidentales ». Poutine déclare : « Il faut poser la question d'obtenir de sérieuses garanties à long terme pour notre sécurité ».
Le 1er décembre, lors d'une cérémonie de remise des lettres de créance par des ambassadeurs étrangers, Poutine définit l'obtention par la Russie de « garanties de sécurité » de la part de l'Occident comme une priorité pour le ministère russe des Affaires étrangères. Il souligne que « des garanties juridiques, légales sont nécessaires, car les collègues occidentaux n'ont pas respecté les engagements oraux précédents».
Le 2 décembre, le ministre des Affaires étrangères de la Fédération de Russie Sergei Lavrov, à Stockholm, lance un ultimatum à l'Occident, déclarant que « l'armement militaire de l'Ukraine est en cours » et « le scénario cauchemardesque d'une confrontation militaire est de retour ». Lavrov menace : « Ignorer les préoccupations légitimes de la Russie, entraîner l'Ukraine dans les jeux géopolitiques des États-Unis face au déploiement des forces de l'OTAN à proximité immédiate de nos frontières aura les conséquences les plus sérieuses, nous obligerait à prendre des mesures de rééquilibrage militaire et stratégique. L'alternative pourrait être des garanties de sécurité à long terme à nos frontières occidentales, ce qui devrait être considéré comme une exigence impérative »,. Le ministre russe des Affaires étrangères déclare que la Russie « ne veut aucun conflit », mais souligne que « si nos partenaires de l'OTAN déclarent que personne n'a le droit de dicter à un pays souhaitant adhérer à l'OTAN s'il peut le faire ou non, nous invoquons les dispositions du droit international qui stipulent que chaque État a le droit de choisir les moyens de garantir ses intérêts légitimes en matière de sécurité ». Ces déclarations interviennent alors que les troupes russes continuent d'être déployées aux frontières de l'Ukraine.
Le 10 décembre, le ministère russe des Affaires étrangères publie sur son site Web un communiqué de presse, dont le point clé était la proposition de désavouer la décision du sommet de Bucarest de l'OTAN de 2008 selon laquelle « l'Ukraine et la Géorgie deviendront membres de l'OTAN ».

### Conditions russes à l'OTAN et aux États-Unis pour les garanties de sécurité
Le 15 décembre 2021, le président russe Vladimir Poutine transmet à l'assistante secrétaire d'État des États-Unis Karen Donfried des « propositions concrètes » sur les « garanties de sécurité » que la Russie souhaite de la part de l'Occident. Deux jours plus tard, le 17 décembre, le ministère russe des Affaires étrangères publie ces documents sur son site Web. Les projets d'accords s'intitulent « Traité entre la Fédération de Russie et les États-Unis d'Amérique sur les garanties de sécurité » et « Accord sur les mesures de garantie de sécurité de la Fédération de Russie et des États membres de l'Organisation du Traité de l'Atlantique Nord ».
Le projet russe de traité avec les États-Unis prévoit notamment :
- L'engagement des États-Unis de ne pas créer des bases militaires dans les États post-soviétiques et de mettre fin à toute coopération militaire avec eux[30];

- L'engagement des États-Unis à exclure toute expansion ultérieure de l'OTAN vers l'est et à refuser l'adhésion à l'Alliance des États post-soviétiques[30];

- L'engagement de la Russie et des États-Unis de ne pas déployer des missiles à portée intermédiaire et à courte portée dans des endroits où ils peuvent atteindre des cibles sur le territoire de l'autre partie[18];

- L'engagement des parties à ne pas déployer des armes nucléaires à l'extérieur de leurs frontières ; à rapatrier les armes déployées précédemment en dehors des territoires nationaux ; à éliminer l'infrastructure étrangère pour le déploiement d'armes nucléaires ; à ne pas mener d'exercices impliquant l'utilisation d'armes nucléaires ; à ne pas former de militaires de pays non nucléaires à utiliser des armes nucléaires[30];

- L'engagement des parties à s'abstenir de vols de bombardiers lourds en dehors de leur propre espace aérien et de la présence de navires de combat dans des zones en dehors des eaux nationales, d'où des cibles sur le territoire de l'autre partie pourraient être atteintes[30];

- La non-ingérence dans les affaires intérieures, y compris le refus de soutenir des organisations, des groupes et des individus qui plaident pour un « changement inconstitutionnel du pouvoir », ainsi que toute action visant à changer l'ordre politique ou social de l'une des parties[31].

Le projet russe de traité avec l'OTAN prévoit :
- Le retrait du territoire des pays devenus membres de l'OTAN après 1997, de toutes les forces armées et infrastructures militaires étrangères apparues là-bas au cours des années suivantes[31];

- L'exclusion de toute expansion ultérieure de l'OTAN, y compris l'adhésion de l'Ukraine et d'autres États[30];

- L'engagement de l'OTAN de cesser toute activité militaire en Ukraine, en Europe de l'Est, dans le Caucase et en Asie Centrale[30];

- La confirmation que les parties « ne se considèrent pas comme des adversaires » et sont prêtes à « résoudre pacifiquement tous les différends internationaux, ainsi qu'à s'abstenir de toute utilisation de la force »[30];

- Dans le but d'« éviter des incidents », les parties s'engagent à ne pas mener d'exercices militaires de grandes manœuvres et d'autres actions « au-delà du niveau de brigade » dans une bande frontalière convenue[4];

- La création de lignes téléphoniques directes pour des contacts d'urgence entre la Russie et l'OTAN[30].

## Réactions
L'édition russe Kommersantъ écrivait que ses sources dans les « structures gouvernementales américaines » exprimaient leur perplexité quant au fait que la Russie avait choisi de publier si rapidement les documents, transmis à la partie américaine seulement deux jours auparavant. Un interlocuteur américain des journalistes russes notait que : « Ce n'est généralement pas ainsi que les choses se font en diplomatie ». Les journalistes de Kommersant eux-mêmes notaient que « la publication de projets d'accords dans un domaine aussi sensible immédiatement après leur transmission aux partenaires potentiels est une démarche inhabituelle pour la diplomatie russe ». Peu après la publication des projets d'accords, les journalistes de BBC écrivaient qu'il était pratiquement impossible d'imaginer que les États-Unis et l'OTAN signent ces documents sans modifications substantielles, notant que « Moscou sait parfaitement qu'elle demande à l'Occident l'impossible ». Lors d'un briefing du ministère russe des Affaires étrangères, consacré à la publication des projets d'accords avec les États-Unis et l'OTAN, un journaliste de Kommersant a demandé pourquoi la partie russe soumettait à l'Occident des exigences manifestement irréalisables, le vice-ministre des Affaires étrangères de la RF Sergei Ryabkov a répondu : « Vous dites que nous devons comprendre que nos propositions sont manifestement inacceptables. Je ne pense pas ainsi. Je pense que la situation qui s'est développée en Europe et en Eurasie ces derniers temps est si radicalement différente de tout ce qui a été avant, qu'ici aucun modèle, aucune norme du passé, du vieux temps, n'est applicable ».
Les experts russes interrogés par l'édition Gazeta.ru en décembre 2021 ont qualifié les propositions russes soit d'ultimatum de la Russie à l'Occident, soit d'invitation à des négociations. Par exemple, le rédacteur en chef du magazine « Russia in Global Politics » Fyodor Lukyanov notait que « les déclarations du ministère russe des Affaires étrangères sont des exigences ultimatives à l'OTAN et aux États-Unis, dont l'exécution est douteuse ». Il remarquait : « La question principale est ce qui va suivre, car de telles déclarations impliquent souvent un plan « B », si cette initiative n'est pas acceptée. Et l'acceptation de cette initiative sous sa forme actuelle est extrêmement improbable ».
Les experts occidentaux interrogés à la même période par la BBC déclaraient que l'ultimatum de Poutine était soit un prétexte pour la guerre, soit un bluff. Ainsi, l'analyste militaire américain Michael Kofman écrivait : « C'est un ultimatum basé sur une véritable menace d'utilisation de la force militaire ». En décembre 2021, il affirmait que les actions de la Russie étaient la preuve que les autorités russes avaient décidé de mener une opération militaire contre l'Ukraine, car il en concluait que « la Russie non seulement demande l'impossible, mais le fait également d'une manière qui conduira certainement à un refus ». L'ancien diplomate américain Ian Kelly à l'époque remarquait : « Lorsque les pays veulent sérieusement discuter des documents, ils ne les publient pas. Le simple fait de leur publication les transforme effectivement en exigence, plutôt qu'en invitation à des négociations ». Kelly notait également que bien que Poutine ait protesté contre l'élargissement de l'OTAN depuis au moins 2008, la demande à l'OTAN de cesser toute coopération militaire avec les pays post-soviétiques chez le dirigeant russe est apparue « tout récemment ».
Le 21 décembre, lors d'une réunion élargie du ministère de la Défense, Vladimir Poutine expliquait les raisons pour lesquelles la Russie insistait pour des négociations rapides. Selon le président, il est très préoccupé par le renforcement de la présence militaire des États-Unis et de l'OTAN directement aux frontières russes, ainsi que par la conduite d'exercices à grande échelle, y compris non planifiés. Selon ses mots, la Russie a besoin de garanties à long terme, juridiquement contraignantes en matière de sécurité. Le ministre de la Défense de la Fédération de Russie, Sergei Shoigu, dans son discours, a également accordé une attention particulière au cours militaro-politique de l'Occident : « La volonté de l'OTAN d'impliquer les forces armées ukrainiennes dans ses activités militaires constitue une menace pour la sécurité, compte tenu des tentatives de Kiev de résoudre le problème du Donbass par la force. L'exploitation militaire continue du territoire de l'Ukraine par les pays de l'OTAN. La situation est aggravée par les livraisons par les États-Unis et leurs alliés d'hélicoptères, de drones de combat, de missiles antichar ». Entre autres, Sergei Shoigu a parlé de la préparation par des PMC américaines de provocations avec des armes chimiques dans le Donbass. Selon ses mots, les États-Unis et l'OTAN dans leur ensemble « augmentent intentionnellement l'échelle et l'intensité des activités de préparation des troupes à proximité de la Russie » : « De plus en plus souvent, ils impliquent l'aviation stratégique, effectuant des lancements conditionnels de missiles nucléaires sur des cibles russes. Le nombre de leurs vols près des frontières russes a plus que doublé. L'OTAN accorde une attention particulière aux questions de déploiement de troupes sur son flanc est, y compris depuis la partie continentale des États-Unis ».

### États-Unis et OTAN
Le 21 décembre, lors d'un briefing, l'assistante du secrétaire d'État aux Affaires européennes et eurasiennes, Karen Donfried, a déclaré que les États-Unis étaient prêts à discuter avec la Russie de ses demandes de garanties de sécurité, dans divers formats — bilatéraux, ainsi que dans le cadre du Conseil Russie — OTAN et de l'OSCE. D'un autre côté, tant à Washington qu'au siège de l'OTAN, un certain nombre de demandes de Moscou ont été jugées inacceptables. Les négociations se sont déroulées à Genève, Bruxelles et Vienne les 10, 12 et 13 janvier.
Les négociations au niveau de la Russie — États-Unis et de la Russie — OTAN ont montré que les États-Unis et leurs alliés européens étaient prêts à faire des concessions à la Russie sur un certain nombre de questions qu'ils avaient refusé de discuter pendant de nombreuses années. Il s'agissait notamment de la limitation du déploiement de systèmes de missiles, de la réduction de l'ampleur des exercices, de la reprise des contacts sur le plan militaire. Cependant, l'OTAN n'est pas disposée à renoncer à sa politique de « portes ouvertes » et n'est pas prête à retirer ses forces et infrastructures aux positions de 1997, comme le demande Moscou. Lors de la réunion du Conseil Russie—OTAN, il a également été proposé à la délégation russe de rétablir le fonctionnement de sa mission auprès du siège de l'alliance (à condition que l'OTAN puisse également retourner sa mission à Moscou).
Le chef de la délégation russe lors des négociations avec l'OTAN, le vice-ministre des Affaires étrangères de la RF Alexander Grushko a déclaré que les tentatives de construire la sécurité contre la Russie sans la participation de la Russie sont vouées à l'échec : « L'OTAN comprend le principe de l'indivisibilité de la sécurité de manière sélective. Aux yeux de l'OTAN, il existe uniquement pour les membres de l'alliance, et l'OTAN n'est pas disposée à tenir compte des intérêts de sécurité des autres... Nous ne le permettrons pas. Si l'OTAN passe à une politique de dissuasion, alors de notre côté, ce sera la contre-dissuasion. Si c'est de l'intimidation, alors ce sera de la contre-intimidation. Si c'est la recherche de vulnérabilités dans le système de défense russe, alors ce sera la recherche de vulnérabilités dans l'OTAN ». Selon ses mots, la Russie prendra toutes les mesures nécessaires pour que la menace de l'OTAN « soit parée par des moyens militaires, si ce n'est pas possible — par des moyens diplomatiques ».
Le ministre des Affaires étrangères de la RF, Sergei Lavrov, le 14 janvier, lors d'une conférence de presse de trois heures résumant la politique étrangère de 2021, a déclaré : « Nous savons que l'Occident compte sur un scénario qui permettra aux Américains de se décharger de la principale responsabilité de résoudre ces questions lors des négociations avec nous. Et d'abord au Conseil Russie—OTAN essayer de tout cela diluer, en attirant ses alliés, et à l'OSCE, il est généralement impossible de mener des négociations... Nous avons soumis des documents et insistons sur le fait que notre principale préoccupation concernant la non-expansion de l'OTAN doit être juridiquement contraignante. En réponse, j'espère obtenir quelque chose de concret, outre ces raisonnements actuels selon lesquels cela ne convient pas à l'Occident. Voyons ce qu'ils nous donneront sur papier, et ensuite nous déciderons à quel point nos collègues occidentaux sont sincères, non pas dans les années 90, mais même maintenant, dans les relations avec la RF ».
Le 26 janvier, le ministère russe des Affaires étrangères reçoit des réponses écrites des États-Unis aux propositions russes sur la sécurité. Le 1er février, le président de la Fédération de Russie, Vladimir Poutine, lors d'une conférence de presse après des pourparlers avec le Premier ministre hongrois Viktor Orban, déclare que Moscou analyse attentivement les réponses des États-Unis et de l'OTAN aux propositions russes sur les garanties de sécurité et constate que ses préoccupations fondamentales ont été ignorées : « Nous n'avons pas vu de prise en compte adéquate de nos trois principales exigences concernant la non-expansion de l'OTAN, le refus de déployer des systèmes d'armes offensifs près des frontières russes, ainsi que le retour de l'infrastructure militaire de l'alliance en Europe à l'état de 1997, lorsque l'acte fondateur Russie — OTAN a été signé ».
Le 2 février, le journal espagnol El Pais publie les réponses confidentielles des États-Unis et de l'OTAN aux propositions russes. Il en ressort que les États-Unis et l'OTAN ont rejeté les principales demandes de la Russie concernant les garanties de sécurité, mais sont prêts à dialoguer avec elle sur le contrôle des armements et la prévention des incidents militaires. Dans la réponse de l'OTAN, il est déclaré que l'alliance n'a pas l'intention de renoncer à sa politique de « portes ouvertes », car elle considère que les pays ont le droit de choisir leurs alliances et les moyens de garantir leur sécurité de manière indépendante. Le document ne mentionne rien sur la volonté de retirer les forces à des positions antérieures et de fournir à la Russie des garanties contre le déploiement de moyens offensifs nulle part. Au contraire, il contient de nombreuses demandes réciproques à la Russie :
- retirer immédiatement les forces armées de la frontière ukrainienne, ainsi que retirer les troupes de l'Ukraine, de la Géorgie et de la République de Moldavie, « où elles se trouvent sans le consentement du pays hôte » ;
- s'abstenir de menaces d'utilisation de la force, de rhétorique agressive et d'activités malveillantes dirigées contre les membres de l'OTAN ;
- renoncer aux essais d'armes antisatellites ;
- reprendre la mise en œuvre du Traité sur les forces conventionnelles en Europe et accepter de moderniser le Document de Vienne ;
- entamer des négociations avec les États-Unis et l'OTAN sur le contrôle des armements, y compris les missiles à portée intermédiaire et à courte portée[42].

### Communauté internationale
Le 14 décembre 2021, le président ukrainien Volodymyr Zelensky, en réponse à une question d'un journaliste sur le fait que l'Ukraine accepterait de renoncer à son adhésion à l'OTAN en échange du retrait des troupes russes de ses frontières, a déclaré : « Notre État a remis sa part de l'arsenal nucléaire soviétique - le troisième plus puissant au monde, et en retour, y compris de la Russie, a reçu l'assurance de respecter nos frontières et notre sécurité. Tout cela a été jeté à la poubelle ». Zelensky a ajouté : « il est étrange d'entendre des demandes de garanties de la part de la Russie, lorsque la Russie elle-même a déjà violé tant de promesses ».
En même temps, la Chine a soutenu les propositions russes concernant les « garanties de sécurité » en Europe. Le 4 février 2022, lors de la visite du président russe Vladimir Poutine à Pékin, la Russie et la Chine publient une déclaration commune, dans laquelle les deux États s'opposent à toute expansion ultérieure de l'OTAN, appellent l'alliance à « abandonner les approches idéologisées de l'époque de la Guerre froide », condamnent « les tentatives de certains États d'imposer leurs „standards démocratiques“ à d'autres pays » et confirment que « Taïwan est une partie intégrante de la Chine ».